# Tivertsen
De Tivertsen (Russisch: Тиверцы, Oekraïens: Тиверці) waren een Oost-Slavische stam welke tussen de 8e en 12e eeuw in het gebied tussen de Proet en de Zuidelijke Boeg tot aan de kust van de Zwarte Zee woonde, inclusief de Donaudelta. In het noorden grensde hun gebied aan de Boezjanen, in het oosten aan de Oelitsjen en later aan Turkstalige stammen zoals de Petsjenegen. In het westen reikte het tot in het land van de Daciërs. 
Volgens de Nestorkroniek trokken zij in 911 in het gevolg van Oleg de Wijze naar Constantinopel, en in 941-44 met Igor van Kiev. Kort daarop werden zij deel van het Kievse Rijk.
Onder druk van de Petsjenegen en Koemanen trokken zij in de 12e eeuw naar het noorden, waar zij geleidelijk met andere Slavische stammen versmolten.
In het gebied tussen Dnjestr en Proet zijn restanten van Slavische nederzettingen gevonden die aan de Tivertsen toegeschreven zijn.